# Picromerus nigridens
Espèce
Picromerus nigridens est une espèce d'insectes du sous-ordre des hétéroptères (punaises) et de la sous-famille des Asopinae..

## Répartition
P. nigridens est présente principalement en Europe le long des côtes méditerranéennes. Elle est connue du Portugal, de l'Espagne, la France, l'Italie, la Suisse et la Croatie, et plus à l'est de l'Albanie, la Grèce, dont la Crête, et la Turquie. Elle est également présente en Afrique du Nord, au Maroc, en Algérie et en Tunisie.

## Classification et taxonomie
L’espèce Picromerus nigridens est décrite pour la première fois par l'entomologiste danois Johan Christian Fabricius en 1803 sous le protonyme Cimex nigridens.

### Publication originale
- (la) Fabricius, J.C., Systema rhyngotorum: secundum ordines, genera, species : adiectis synonymis, locis, observationibus, descriptionibus, Brunsvigae [Brunswick], C. Reichard, 1803, 314 p. (lire en ligne), p. 156.